# Алаш (Мактааральский район)
Алаш (каз. Алаш, до 2000 г. — Победа) — село в Мактааральском районе Туркестанской области Казахстана. Входит в состав Иржарского сельского округа. Код КАТО — 514463800.

## Население
В 1999 году население села составляло 991 человек (490 мужчин и 501 женщина). По данным переписи 2009 года, в селе проживало 1367 человек (672 мужчины и 695 женщин).